# 塔塔林齊
49°55′48″N 26°2′35″E / 49.93000°N 26.04306°E

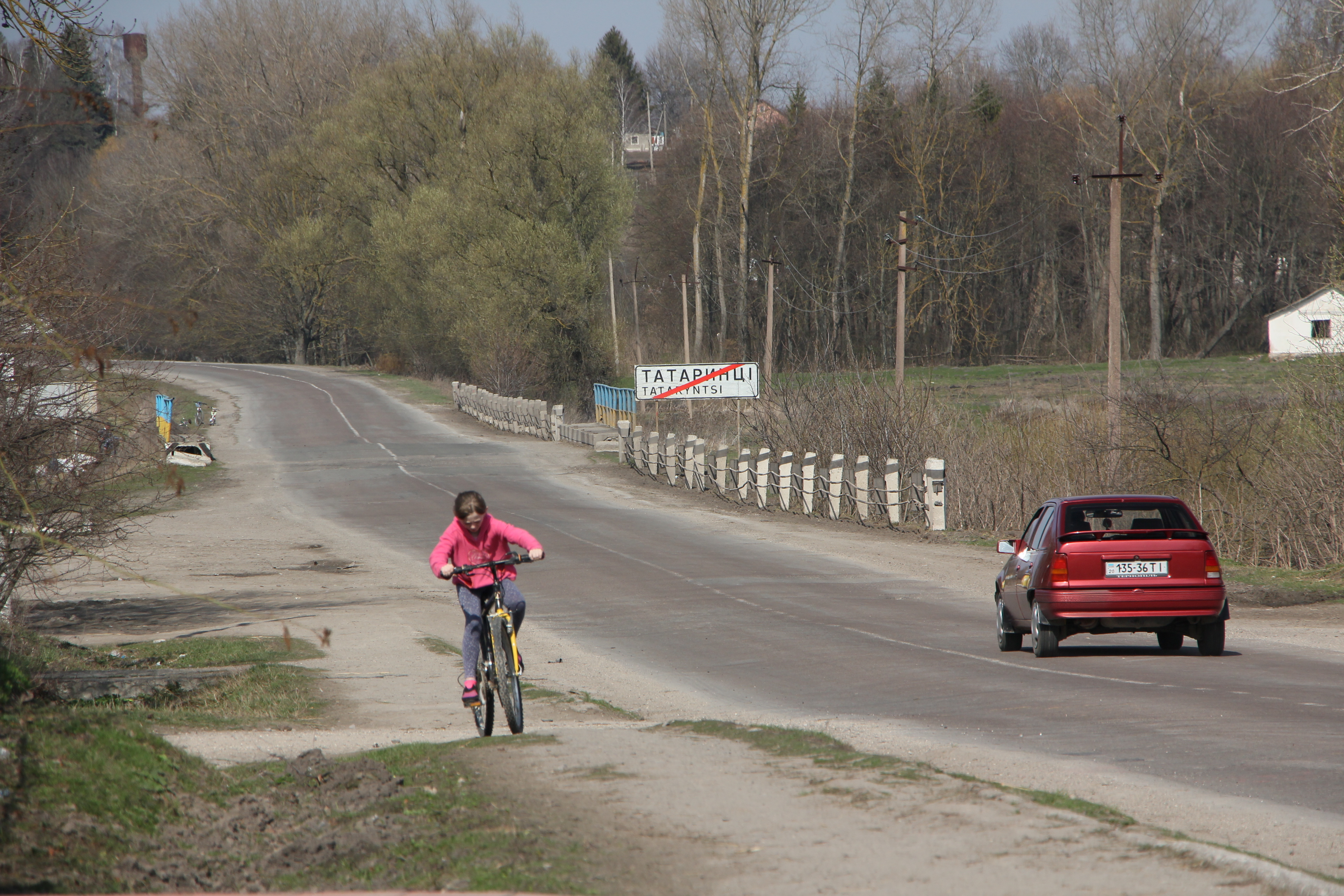

塔塔林齊（烏克蘭語：Татаринці），是烏克蘭的村落，位於該國西部捷爾諾波爾州，由克列梅涅茨區負責管轄，始建於1955年，面積0.56平方公里，2001年人口488，人口密度每平方公里871.4人。